# ケネス・エッジワース

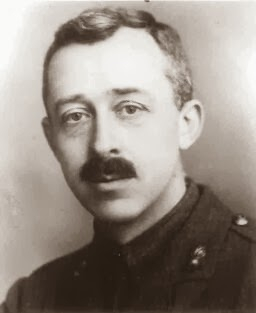
ケネス・エッジワース

ケネス・エセックス・エッジワース（Kenneth Essex Edgeworth、1880年2月26日 - 1972年10月10日）は、アイルランドの天文学者・経済学者。

## 人物
アイルランドのウェストミース県Streeteに生まれた。エッジワースの生家をおじが天文観測所として利用するという環境で育った。英国で学び、英工兵部隊の士官として経歴をつんだ。
1930年代にアイルランドに戻り、天文学、経済学の著述をおこなった。重要な論文は1943年に著した『The Evolution of Our Planetary System』で、その中で海王星の軌道の外側に彗星の起源となる天体があるという説を述べた。これはヤン・オールトがオールトの雲を予測するより7年早く、ジェラルド・カイパーがエッジワース・カイパーベルト天体の存在を予測したよりも8年早い。
小惑星(3487) エッジワースは彼の功績を記念して命名された。
著書に『The evolution of our planetary system』（1943年7月）の他、自伝『Jack of All Trades - The Story of My Life』(1965年)がある。